# Frederick Taylor

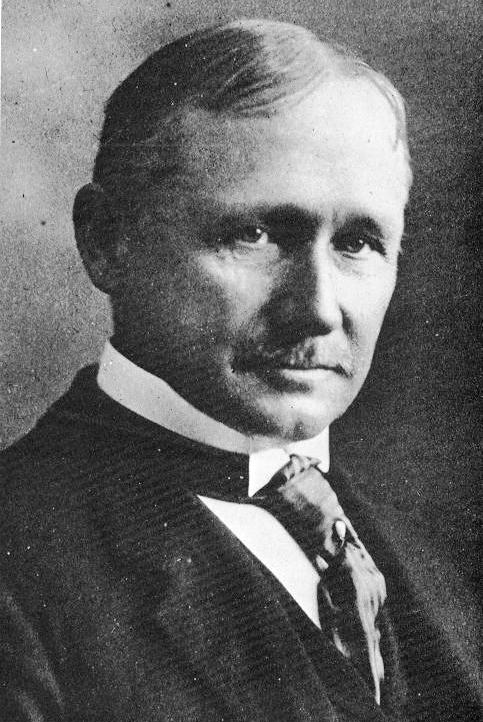
Frederick Taylor

Frederick Winslow Taylor (Philadelphia (Pennsylvania), 20 maart 1856 - aldaar, 21 maart 1915) was een Amerikaans werktuigbouwkundig ingenieur die bijdroeg aan de theorie van de werkplaatsorganisatie die als wetenschappelijke bedrijfsvoering (ook wel taylorisme genoemd) bekend zou worden.

## Werk

### Wetenschappelijke bedrijfsvoering
Tijdens de tweede industriële revolutie waarin massaproductie mogelijk werd, ontstonden er bestuurlijke problemen bij bedrijven als gevolg van schaalvergroting en toenemende complexiteit van het productieproces. Hoewel Taylor met zijn theorieën een mentale revolutie wilde bewerkstelligen op het gebied van beheersing van processen, is het huidige belang vooral nog te vinden in standaardisatie en efficiency.
Taylor was, zoals vermeld, de grondlegger van de wetenschappelijke bedrijfsvoeringsgedachte. Als een van de oorzaken van het inefficiënt werken van ondernemingen zag hij de natuurlijke luiheid van de werknemer. De werknemer zou werken naar de beloning die men voor het gedane werk zou krijgen. Dat werknemers niet het maximale rendement uit hun mogelijkheden halen, komt voor een groot deel doordat er geen feitelijke controle is op de arbeidsprestaties van de werknemers. Taylor wilde dit verbeteren door het productieproces bijna geheel uiteen te rafelen en een vergaande rationalisering door te voeren in het productieproces. Er moest voor elke werknemer een soort van programma van opeenvolgende handelingen gemaakt worden. Op die manier ontstaat een soort van specialisme, dat afgestemd is op de kennis en vaardigheden per werknemer. Belangrijk hierbij is dat duidelijk gekeken wordt wát het meeste efficiënte productieproces is. In de praktijk gaat dit zo ver dat men zelfs kijkt welke bewegingen of handelingen geëlimineerd kunnen worden en er wordt per persoon gekeken wie de benodigde handelingen voor een productieproces het beste en snelste doet.
Zolang een ondernemer niet dezelfde kennis en vaardigheden bezit als de werknemer, kan hij alleen maar goede arbeidsprestaties afdwingen door strenge arbeidsdiscipline. Hiermee bedoelt Taylor dus directe en persoonlijke controle. Mocht de ondernemer wél in het bezit zijn van de benodigde kennis en vaardigheden, dan zou deze zich op de werkvloer moeten begeven om zijn arbeiders ter plaatse te sturen in het efficiënter maken van het productieproces.

Het verhogen van de efficiëntie van arbeid wordt onder andere gerealiseerd door:
1. Het toepassen van tijd- en bewegingsstudies Hiervoor maakt Taylor gebruik van de 'wetenschappelijke' methoden en technieken van de arbeidsanalyse: zogenaamde 'tijd- en bewegingsstudies'. Volgens Taylor bestaat er voor elke arbeidshandeling maar één beste, superieure werkwijze.
2. Standaardisatie van onderdelen en gereedschappen Door onderdelen en gereedschap te uniformeren worden de uitwisselbaarheid van machines en mensen, evenals de voorspelbaarheid van het productieproces vergroot.
3. Invoering van prestatiebeloning. Er wordt een beloningssysteem ingevoerd dat erop is gericht om het tempo van werken te stimuleren. Een arbeider dient een dag van tevoren exact te weten wát hij voor werk moet doen, hoe hij het moet doen en binnen welke tijd. Krijgt de arbeider de opgedragen werkzaamheden af binnen de gestelde tijd, dan wordt er een bonus uitgekeerd. De loonprikkel vormt het middel bij uitstek om de arbeiders tot inspanningen aan te sporen.
4. Scheiding van planning en uitvoering in de fabriek Ten gevolge van de scheiding van planning en uitvoering in de fabriek ontstaat een afdeling planning. Taylor is van mening dat iedere vorm van denkarbeid uit de werkplaats moet worden gehaald en gecentraliseerd in een planningsbureau of afdeling werkvoorbereiding. Hierdoor ontstaat er een scheiding tussen planning en uitvoering van het werk. Een nieuwe beroepsgroep wordt zodoende geboren, het management, dat de planning in handen heeft.

### Kritiek op het taylorisme
Op het taylorisme is veel kritiek gekomen. Er wordt beweerd dat er weinig ruimte is voor de sociale behoefte van de mens, zoals waardering en erkenning. Een tweede soort kritiek is de extreem doorgevoerde arbeidsverdeling. Iedereen krijgt zijn eigen taak en dan ontstaat er gevoel van machteloosheid, zinloosheid en zelfvervreemding: het gevoel dat wat een persoon nu doet, geen enkele waarde heeft behalve op lange termijn. Door de zelfvervreemding krijgt men ook het gevoel dat je capaciteiten niet tot ontplooiing kunnen komen.
Dit heeft veel gelijke eigenschappen met de ideeën van Marx over vervreemding.

### Verdere bijdragen
Begin 20e eeuw was Frederick Taylor een van de eerste die moderne commando- en controletechnieken in het arsenaal introduceerde. Toentertijd adviseerde hij zelf in het Amerikaanse Watertown Arsenal, een belangrijk centrum voor artillerie-ontwerp en productie, en in het Frankford Arsenal, een belangrijk centrum voor ontwerp en productie van munitie voor kleine wapens.
Taylor won de eerste editie van het US tenniskampioenschap in het dubbelspel.

## Publicatie
Taylor heeft vele artikelen en korte monogrammen geschreven. Een selectie:
- 1894. Notes on Belting
- 1895. A Piece-rate System
- 1896. The adjustment of wages to efficiency; three papers. Londen, S. Sonnenschein & co..
- 1903. Shop management; a paper read before the American society of mechanical engineers. New York.
- 1906. On the art of cutting metals, by Mr. F. W. Taylor; an address made at the opening of the annual meeting in New York, December 1906. New York, The American society of mechanical engineers.
- 1911. Principles of Scientific Management. New York, London: Harper & brothers.
- 1911. Shop management, by Frederick Winslow Taylor ... with an introduction by Henry R. Towne .... New York, London: Harper & Brothers.
- 1911. A treatise on concrete, plain and reinforced: materials, construction, and design of concrete and reinforced concrete. New York: J. Wiley & sons.
- 1912. Concrete costs. New York: J. Wiley & sons.

- Bibsys: 90256920
- Biblioteca Nacional de Chile: 000037973
- Biblioteca Nacional de España: XX915067
- Bibliothèque nationale de France: cb121549572 (data)
- Catàleg d'autoritats de noms i títols de Catalunya: 981058515128606706
- CiNii: DA01252723
- Gemeinsame Normdatei: 11880149X
- International Standard Name Identifier: 0000 0001 1323 148X
- Library of Congress Control Number: n50008202
- Nationale Bibliotheek van Letland: 000038153
- Bibliotheek van het Japanse parlement: 00458389
- Nationale Bibliotheek van Tsjechië: jn20010420035
- Nationale bibliotheek van Australië: 35541093
- Nationale Bibliotheek van Israël: 987007463486405171
- Nationale Bibliotheek van Polen: a0000002739092
- Nationale en Universitaire bibliotheek Zagreb: 000222618
- Nederlandse Thesaurus van Auteursnamen: 068811314
- Réseau des bibliothèques de Suisse occidentale: 02-A000160999
- SNAC: w6q81djm
- Système universitaire de documentation: 030055806
- Trove: 989747
- Union List of Artist Names: 500087467
- Virtual International Authority File: 66505279
- WorldCat: E39PBJbRjt3TTv4WG4tGrhmTpP